# BMW 3200 CS
La BMW 3200 CS è un'autovettura di lusso prodotta dal 1962 al 1965 dalla casa automobilistica tedesca BMW.

## Storia e profilo

### Contesto e debutto
La 3200 CS rappresentò l'ultima evoluzione della casa bavarese sul telaio che anni prima aveva dato origine a modelli come la 502 e la 507, tanto affascinanti quanto sfortunati sul piano commerciale. Il compito della 3200 CS fu quello di andare a sostituire la 503, una coupé anch'essa strettamente imparentata alle vetture nominate pocanzi. Visto lo scarso successo dei modelli che l'hanno preceduta, alla fine degli anni '50 del secolo scorso la casa dell'Elica si venne a trovare in una situazione finanziaria critica. Divenne difficile anche solo imbastire un progetto di vettura di lusso, giacché l'esigenza di contenere i costi di progettazione impose ostacoli ben difficili da superare. Nel 1960 venne avviato il progetto Typ 532, destinato appunto ad una coupé di fascia alta. Per poter contare su una linea affascinante, dall'indiscussa valenza non solo stilistica ma anche da punto di vista della reputazione, si decise di avvalersi dell'apporto di un carrozziere italiano. Inizialmente il direttore del marketing BMW Helmut Bonsch propose di affidarsi a Pininfarina, ma in seguito la scelta cadde sulla Bertone, all'epoca anch'essa una rinomata azienda ben lontana dalle grosse difficoltà incontrate alla fine del secolo. Il risultato fu una coupé di lusso che venne presentata al Salone di Francoforte nel settembre del 1961 come prototipo di pre-serie, ma la produzione vera e propria non sarebbe stata avviata che nel febbraio dell'anno seguente.

### Design e stile

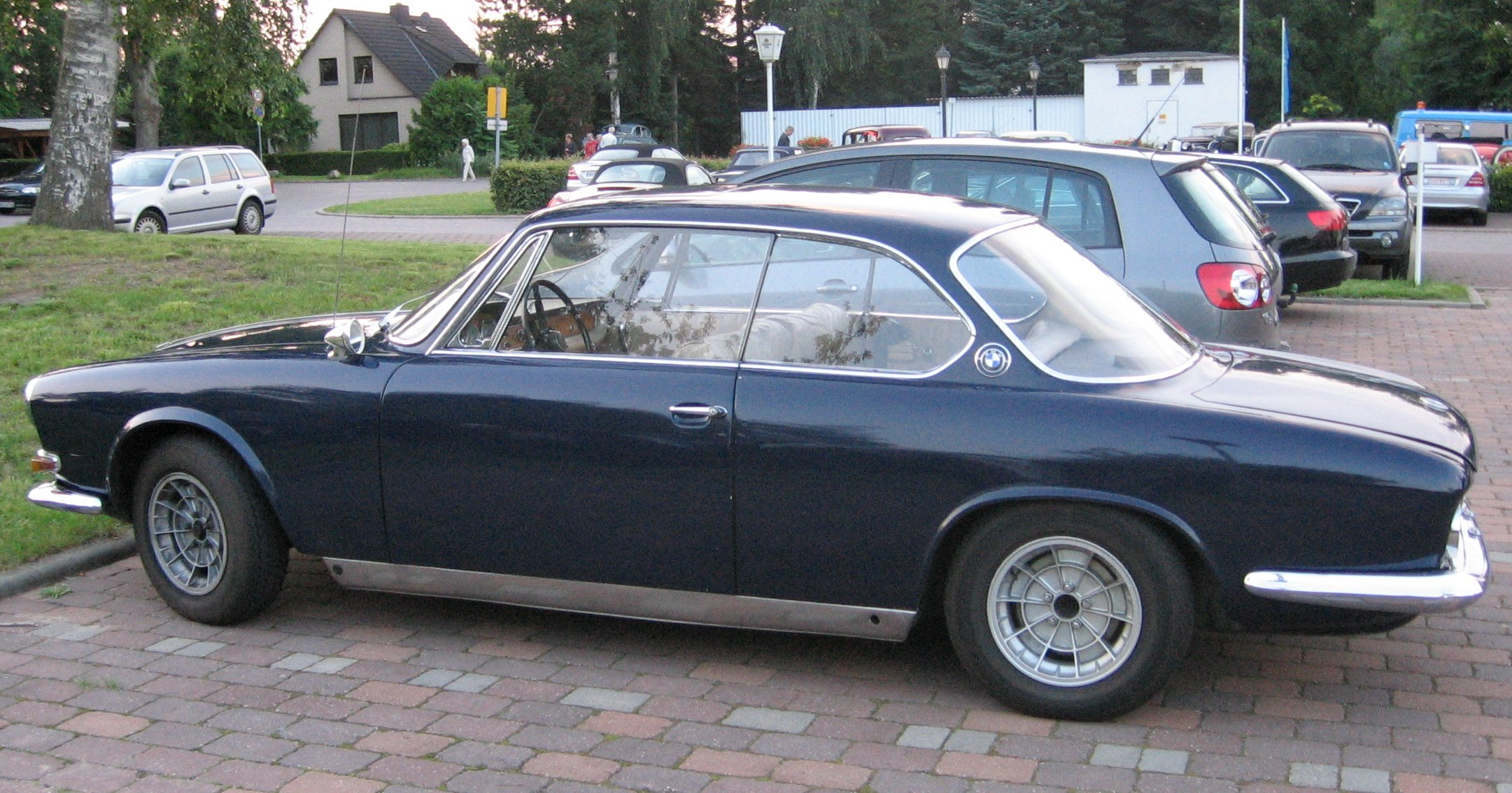
Vista laterale

La linea della 3200 CS fu in realtà opera di Giugiaro, da poco assunto presso la carrozzeria di Grugliasco (TO). Ciò che ne scaturì fu una vettura sportiva dalle linee estremamente pulite che, specialmente nella parte posteriore, richiamavano due dei più noti modelli dello stilista, ossia la contemporanea Alfa Romeo 2600 Sprint e la Giulia GT, che sarebbe stata lanciata di lì a poco. Frontalmente, la 3200 CS rivendicava con orgoglio l'appartenenza al nobile marchio, sfoggiando la classica calandra a "doppio rene", nonché una coppia di grandi fari circolari con indicatori di direzione sottostanti ed un parabrezza leggermente avvolgente. Lungo la fiancata, una leggerissima nervatura correva appena sopra gli archi passaruota e appena sotto la maniglia della portiera, passando anche per la coda, ma qui dando luogo ad uno spigolo più pronunciato, sotto al quale trovavano posto i piccoli fari circolari. Anche posteriormente è presente un lunotto dal disegno avvolgente. Ma l'elemento più caratteristico era l'Hofmeister kink, il taglio obliquo del montante posteriore che caratterizzerà da quel momento in poi tutti i modelli successivi e che nella 3200 CS è completato dalla presenza del logo BMW alla base del montante.

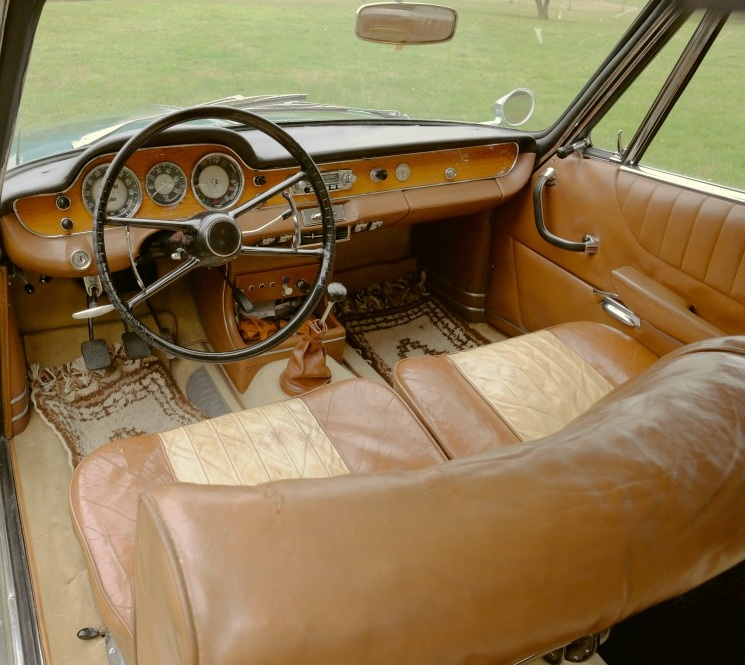
Posto guida di una 3200 CS

La misura generosa del passo, pari a 2835 mm, contribuisce ad ottimizzare l'abitabilità a bordo, anche se il lungo cofano motore e i criteri progettuali dell'epoca non portarono ad una volumetria interna eccezionale. Ciò era evidente osservando per esempio il grande volante a quattro razze troppo vicino alla seduta del conducente. In ogni caso, l'interno della vettura è caratterizzato da rivestimenti in tessuto (o a richiesta in pelle) per selleria, pannelli porta e parte della plancia. La qualità dell'allestimento interno era alta ma non eccelsa, a causa della scelta non proprio felice di realizzare in lamiera la parte della plancia non rivestita in pelle. Per questo, la plancia stessa venne in seguito rivisitata e al posto della lamiera venne inserita la radica di legno e contestualmente i rivestimenti in pelle divennero di serie.

### Meccanica e tecnica
Meccanicamente riprendeva, quanto già proposto sulla sua antenata e sulle vetture ad essa imparentate. Ritroviamo quindi il motore in lega d'alluminio ad 8 cilindri a V di 90° da 3168 cm³, con distribuzione a valvole in testa ed albero a camme centrale. L'alimentazione avveniva tramite due carburatori Zenith. La potenza massima era di 160 CV a 5600 giri/min, mentre la coppia massima raggiungeva già a 3600 giri/min il picco massimo di 240 N·m. La trazione era posteriore, come su tutte le BMW prodotte fino a quel momento, mentre il cambio era manuale a 4 marce. Invariato anche il comparto sospensivo, che ripropose quindi un avantreno a ruote indipendenti con doppi bracci trasversali e un retrotreno ad assale rigido con barra Panhard. Entrambi gli assi erano poi a barre di torsione e ad ammortizzatori idraulici telescopici, con barra antirollio sull'asse anteriore. Lo sterzo è del tipo a cremagliera, mentre l'impianto frenante è di tipo misto.  tale proposito vale la pena ricordare che la 3200 CS fu la prima BMW a montare freni a disco all'avantreno.
La 3200 CS raggiungeva una velocità massima di 200 km/h che, a parità di meccanica e telaio con le ultime 502, erano resi possibili da una migliore penetrazione aerodinamica dovuta ad una linea più moderna, semplice e filante.
Ad essere precisi, la paternità del “gomito di Hofmeister” va attribuita di diritto a Giorgetto Giugiaro, a cui è unanimemente attribuito il design della vettura ( cs 3200 ); indagando in profondità  risulta che il dettaglio stilistico che porta il nome di Hofmeister è comparso per la prima volta proprio sulla cs 3200, per poi ricomparire in tutta la produzione bmw in seguito, per divenire particolare fortemente legato al design delle vetture bmw

### Produzione e carriera commerciale

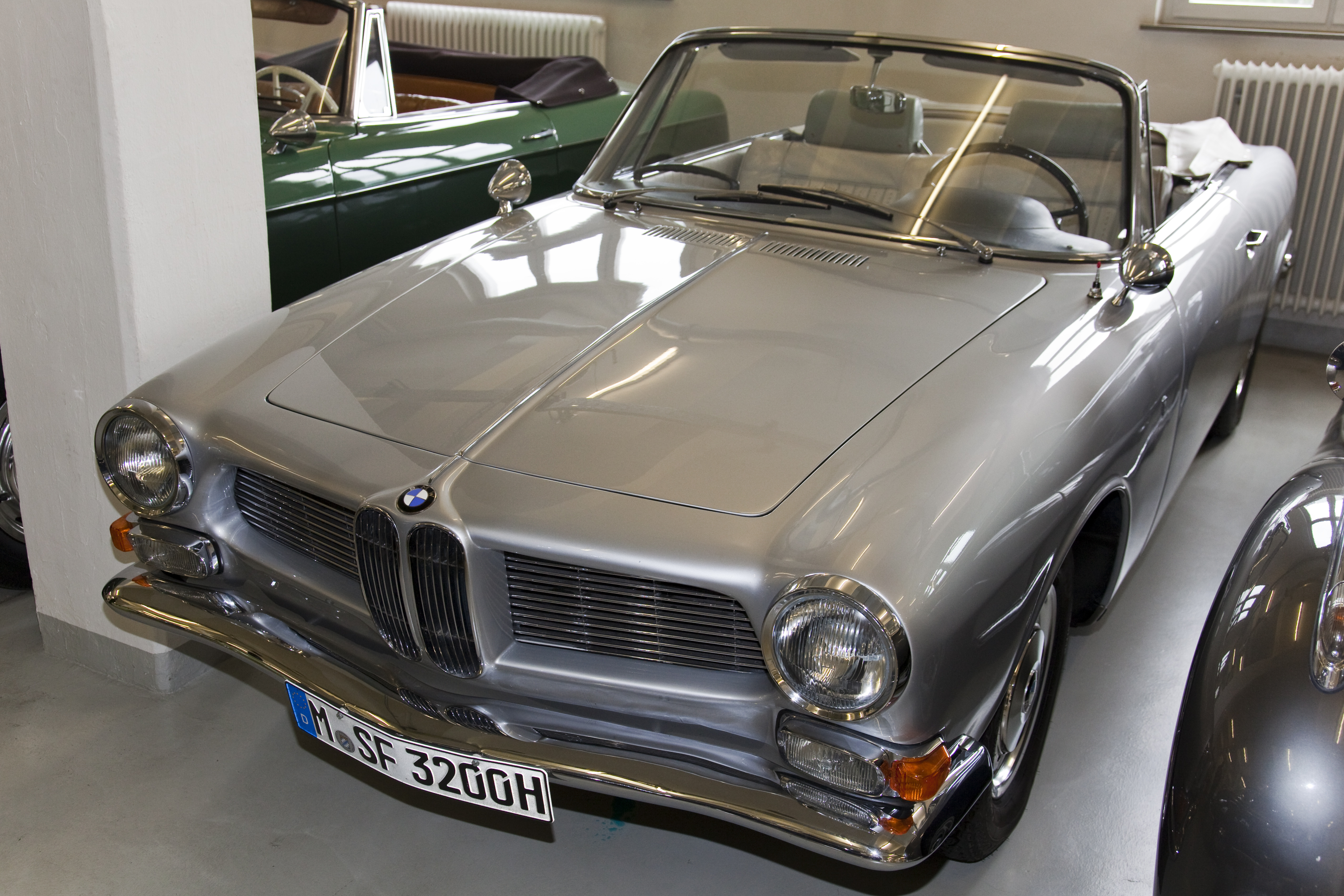
La BMW 3200 CS Cabriolet Quandt

La produzione della 3200 CS ebbe luogo presso lo stabilimento Bertone di Grugliasco. La 3200 CS riscosse però uno scarso successo, per tutta una serie di fattori: in primo luogo il prezzo di vendita non più concorrenziale, in secondo luogo la base meccanica ormai del tutto superata e poco incline ad un comportamento realmente sportivo; infine lo spazio interno poco compatibile con una vettura lunga oltre 4,8 metri. I già citati aggiornamenti che portarono alla revisione degli allestimenti interni furono anche l'occasione per riposizionare il cambio, ora unito al motore in maniera tale da non sottrarre spazio nell'abitacolo. L'elegante linea firmata Bertone non servì a far guadagnare punti alla coupé bavarese. La produzione cessò nel settembre 1965. Ne furono venduti 603 esemplari in tre anni di commercializzazione. Per uno di questi esemplari venne commissionata alla Bertone la trasformazione in cabriolet: si tratta di un esemplare unico donato dalla BMW al finanziere Herbert Quandt, quale ringraziamento per aver salvato l'azienda dal fallimento. Dal punto di vista strettamente di marchio, la 3200 CS fu sostituita dalla serie E9, ma considerando che in quel periodo la casa tedesca della Glas entrò nell'orbita della BMW, si può dire che anche la Glas-BMW 3000 del 1967 fu un'erede della 3200 CS.